# Schradera campii
Schradera campii är en måreväxtart som beskrevs av Paul Carpenter Standley och Julian Alfred Steyermark. Schradera campii ingår i släktet Schradera och familjen måreväxter. IUCN kategoriserar arten globalt som sårbar.
Artens utbredningsområde är Ecuador. Inga underarter finns listade i Catalogue of Life.